# Нюкасъл (Австралия)
Вижте пояснителната страница за други значения на Нюкасъл.
Нюкасъл (на английски: Newcastle) е град в Австралия, в щата Нов Южен Уелс. Население (2006 г.) – около 289 000 души, с предградията – около 523 600 души; той е вторият по брой жители град в щата след Сидни.
Градът се намира на 162 km северно от Сидни, на брега на Тасманово море, в устието на река Хънтър.
Пристанището на Нюкасъл е световен лидер по износ на каменни въглища.

## Побратимени градове
- Аркадия, Калифорния, САЩ